# Мінерали потенціальні
Мінерали потенціальні (рос. минералы потенциальные, англ. potential minerals, нім. potentiale Minerale n pl — мінерали в неповнокристалічних ефузивних породах, які не викристалізувались, але повинні були б викристалізуватись, якби кристалізація дійшла до кінця (кварц у склуватих ліпаритах).